# Манастир Марча
Манастир Марча био је манастир Митрополије загребачко-љубљанске Српске православне цркве из 16. века.
Манастир није сачуван, али је на његовим остацима 1925. године саграђена капела у селу Стара Марча, на реци Глоговници, између Чазме и Клоштар Иванића.

## Историја
У другој половини 16. века дабробосански митрополит Гаврило Аврамовић пребегао је на ово подручје бежећи од турског зулума са седамдесет калуђера из манастира Рмња. Они су овде основали манастир око 1609. године, који је касније био седиште новоосноване марчанске епархије.
Римокатоличка црква чинила је притиске на православни народ и свештенство да пређу у католицизам. Епископ вретанијски Симеон 1611. године морао је присилно да оде у Рим да призна папу за врховног црквеног поглавара, који му је 15. новембра исте године издао именовање за епископа српског народа у Угарској, Славонији и Хрватској. Епископ Симеон Вретања (1611—1630) је био први унијатски владика у Марчи. Сва имања око манастира Марче која су припадала цркви Свих Светих, доделио је тада папа манастиру Марчи.
Све што је Симеон Вретанијски као архимандрит и епископ саградио у Марчи било је од дрвета. Он у својој молби папи пише да је почео изградњу цркве и малог манастира,а народ је помагао. Око Марче се крче шуме и саде виногради, обрађују се њиве и ливаде, граде се воденице, копају рибњаци а у Маринковцима се постепено уредила манастирска економија. Створен је веома леп посед. Ту је било 170 јутара шуме, 7 јутара оранице, 100 јутара ливада и 150 јутара винограда, а на мајуру у Маринковцима било је 70 јутара шуме и 16 јутара ливаде.
Након Симеонове смрти 1630. године на његово место постављен је 8. маја 1630. године марчански игуман Максим Предојевић (1630—1642). Максим је остао упамћен по бескомпромсној борби за одбрану православља и народних права српских крајишника.
Њега је наследио његов сродник Гаврило Предојевић (1642—1644). У његово време долази нова група калуђера из манастира Рмња под водством игумана Кирила Никшића. Долазак ових рмањских калуђера позитивно је деловало на развој манастира Марче. Један од њих, Сава Станиславић, постао је ускоро марчански архимандрит, а од 1648. године и епископ. Под његовим вођством започета је градња манастирског храма почетком маја 1654. године.
Владику Саву који је био ђакон свог претходника, Василија Предојевића (1644—1648), наследио је Гаврило Мијакић (1663—1670). Њега је именовао цар Леополд први. Мијакић је био пријатељ породице Зрински. У мају 1668. је Мијакић отишао у Беч где се у то време налазио и Петар Зрински који је Мијакића представио канцелару Селепчењију пред којим је Мијакић признао католичку веру. Међутим, због завере против цара, Петар Зрински и Крсто Франкопан су 17. априла 1670. затворени у тамницу у Бечу. И владика Мијакић је ухапшен и затворен у карловачку тврђаву. Из карловачке тврђаве је био премештен у сењску тврђаву где је био затворен до краја јула 1671. године. Након тога је одведен преко Љубљане у Грац. Осуђен је на доживотни затвор где је и умро 1686. године. После његове смрти, у Марчу је силом доведен унијат Павле Зоричић. Цар Леополд је 28. фебруара 1671. именовао Зоричића за марчанског епископа. Марчански монаси су протестовали не желећи да прихвате унијатског епископа, због чега су били утамничени. Маја 1672. године марчански калуђери су оковани одведени у ропство на Малту. На њихово место Зорчић је у Марчу довео унијатске монахе.
После Зорчића силом су довођени и остали епископи-унијати. Унијатско монаштво се временом осипало, тако да је 1732. године комисија која је обишла све парохијске центре у Генералату утврдила да је у читавом генералату остало само тројица монаха и њихов епископ у Марчи. После овога Срби су 1735. године поново добили православног епископа који је немајући резиденције своје седиште пренео у Северин, захтевајући повратак Марче.
Пошто молба није била испуњена долази до буне на Дестињаку код Крижеваца. Након буне царска комисија која је требало да испита узроке побуне 1737. године предаје манастир Марчу српском епископу Симеону Филиповићу.
Царском заповешћу 3. децембра 1738. године Марча је поново одузета од православних и предана унијатима. Као последица ове одлуке 28. јуна 1739. године манастир Марча је запаљен, при чему је изгорела црква и све монашке келије. Паљевина је била дело харамбаше Томашевића. Пре паљења изнете су из манастира, народне привилегије, архива и богослужбене ствари и књиге и пренете у Северин, а богослужбене ствари и књиге у манастир Лепавину.
За време игумана Методија 1740. године почиње обнова манастира. Његови наследници игуман Григорије и игуман Ђорђе Петровић завршавају обнову до 1747. године.
На пожупском сабору 1741. године на захтев хрватског племства донесен је 46. законски чланак, којим се епископу Симеону одузима Марча и он се окован шаље у Копривницу у тамницу где је и умро 16. марта 1743. године.
Марчански калуђери склонили су се у манастир Лепавину где су пренели већину црквених књига и ствари. На њихово место поново су доведени унијати. Околни пароси такође су прогнани са својих парохија, тако да је марчанска околина остала без иједног православног свештеника.
Кад је у Бечу примљен извештај о одузимању Марче, царица Марија Терезија је 26. септембра 1753. године одредила да осморица изгнаних калуђера пређу у манастире Плашки и Гомирје. На ово је митрополит Павле Ненадовић одговорио да у Плашком нема никаквог манастира, а Гомирје не може примити ове калуђере због множине братства. Царица је 5. новембра 1753. године обавестила митрополита да се Марча не може повратити Србима, јер су је они отели, а црква и села око Марче заузета су само у потребним границама.
Године 1754. издат је нови закон о Крајини који је уништио сваки траг о привилегијама што је иницирало Северинску буну 1755. године. Након што је буна угушена на народном збору у Северину 1755. Срби донесе одлуку да се одричу Марче. Пошто се са тим сагласио и костајничко-северински епископ Јосиф Стојановић поднета је царици молба да се из Марче протерају унијати и да се манастир уступи пијаристима-римокатоличким калуђерима. Царица је одмах издала одлуку и усвојила молбу Срба. 1755. Пијаристи су дошли у Марчу 1. септембра и основали немачку и латинску школу.
Пијаристи се нису дуго задржали у Марчи, школа није имала успеха јер су се Срби после горког искуства и према овим римокатоличким калуђерима односили са неповерењем. Зато је школа после пар година укинута а пијаристи су прешли у Бјеловар 1756. године. Марчу су задржали само као своје имање. После њиховог одласка, Марча је опустела. Држава је продавала манастирску земљу и од тог новца градила манастир пијаристима у Бјеловару (данас Бјеловарска катедрала), а манастир је полако рушен.
Читав век и по место где је био манастир Марча ничим није било обележено. Тек 1925. године подигнута је на самом црквишту, на месту олтара, православна капела и надстрешница код које се сваке године православни народ овог краја окупља на дан Сабора Светог Арханђела Гаврила (13. јула по црквеном календару).